# Fausto Vagnetti
Pour les articles homonymes, voir Vagnetti.
Fausto Vagnetti, né le 24 mars 1876 à Anghiari et mort en 1954 à Rome, est un représentant de la peinture italienne de l'époque de la transition du XIXe au XXe siècle. Il émigre de la Toscane à Rome et commence à insuffler l'éclat et le chromatisme de la Toscane dans le chaleureux style romain.

## Biographie
Fausto Vagnetti naît le 24 mars 1876 à Anghiari, en Haute Valtiberina, ville dont il reste lié toute sa vie.
À l'âge de dix-sept ans, il s'installe à Rome où il devient l'élève du peintre Filippo Prosperi (en) à l'institut des Beaux-Arts dans la Via di Ripetta.
À partir de 1908, il enseigne au département d'Ingénierie de l'architecture et du dessin de l'Université de Rome. À partir de 1912, il est titulaire de la chaire de Figura disegnata à l'Institut de la Via Ripetta. Dans la même année il est appelé à la chaire de perspective et de scénographie de l'Institut technique et industriel de Rome.
En 1922, l'année de sa fondation, il occupe la chaire de Disegno dal vero dans le département d'architecture de l'Université de Rome.
Il meurt subitement dans son atelier le 18 septembre 1954.

## Peintures
Chercheur érudit des lois de la vue et maître du dessin, F. Vagnetti peint principalement des tableaux à l'huile et au pastel.
Après une période précoce où il accompagne les recherches chromatiques d'Émile Claus et de Georges Seurat, il expérimente un pointillisme personnel dans lequel le raffinement du trait et la science chromatique se joignent à une étonnante capacité de représentation.
Quelques-unes de ses principales œuvres sont des paysages monumentaux  (Tra le querce, 1915 ; Tramonto al Palatino, 1924), portraits d'une profonde finesse psychologique (Giovanni Giolitti, 1928, seul portrait existant de cet homme d'État ; Anima mite, 1923 ; L’ingegnere Dino Chiaraviglio, 1938 ; La mia Mamma cieca, 1938), grandes compositions de personnages familiers ou sociaux (Moti proletari, 1904 ; Dolore antico, 1921 ; Sosta dolorosa, 1948).
En 1922, il peint trois portraits monumentaux des souverains italiens pour le palais gouvernemental de Zadar ; en 1923, il réalise un Trittico francescano dans l'église San Polo  de Caprese Michelangelo.
En 1943, sur commande du Vatican, il peint un portrait du pape Pie XII dans la basilique des Saints Pierre-et-Paul à Rome et, en 1944, pour le Bureau du Parti socialiste italien, il peint les portraits de Bruno Buozzi, Giacomo Matteotti et Filippo Turati.

## Expositions

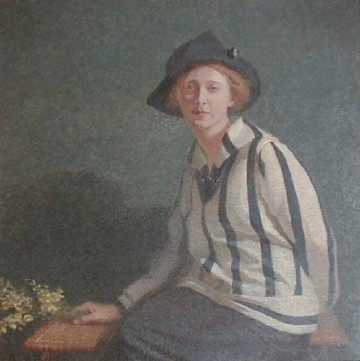
Portrait de Rosalie

De 1907 à 1930, Fausto Vagnetti est présent dans la vie artistique italienne en participant à vingt expositions collectives.
Au cours des quinze années suivantes, en raison de son aversion manifeste pour le fascisme, il est tenu à l'écart de la scène de l'art pictural pour réapparaître dans les Quadriennali de Rome de 1945 et 1948.
En 2004, deux expositions anthologiques sont ouvertes à Anghiari, sa ville natale, et à Rome, accueillies par le Ministero dei Beni ambientali e culturali (Ministère de la Culture) dans l'Institut San Michele a Ripa.

## Écrits
En 1928, il remporte le Concorso Nazionale Poletti (Concours National Poletti) publié par l'Académie de San Luca pour un essai sur les causes du déclin de l'art de la peinture (Qual siano le cause che possano apportare decadimento all'Arte della Pittura - 1933, Edizioni Castaldi).
Sur commande du Ministère de l'Education Nationale en 1943, il écrit La regia Accademia di Belle Arti di Roma (L'Académie Royale des Arts) édité par Le Monnier, Florence. La même année, il publie Il disegno nelle scuole d'Italia Metodo per gli Istituti magistrali (Le dessin dans les écoles italiennes, une méthode pour les écoles normales).
Les principaux ouvrages suivants sont le Trattato di Prospettiva lineare e Teoria delle ombre (1945-48, éditions Méditerranée) et, en 1950, le Trattato di Proiezioni ortogonali (Edizioni Mediterranee, Rome).
Il laisse un journal fait de plusieurs carnets sur la peinture et les événements autobiographiques, qui est conservé et accessible aux Archivio Diaristico Nazionale (it) à Pieve Santo Stefano, où il est finaliste au concours 2016 du Premio Pieve Saverio Tutino.